# Antonina Bludova

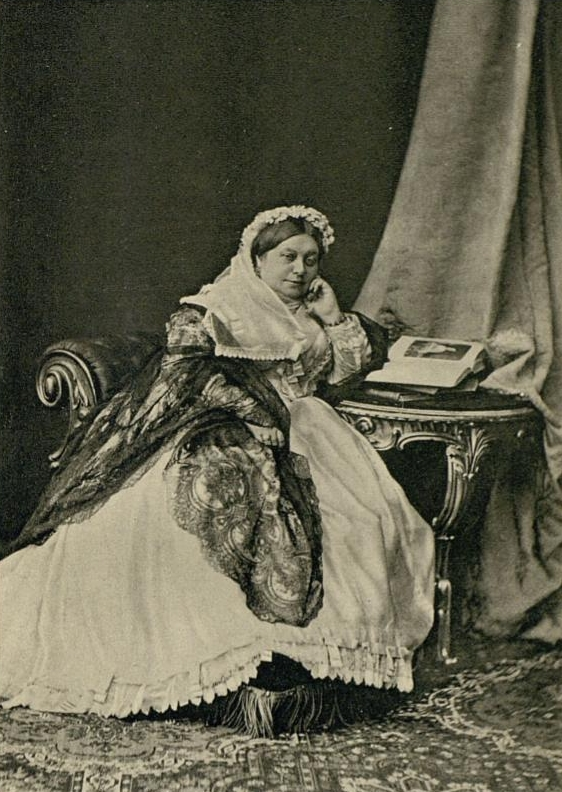
Antonina Bludova

Antonina D. Bludova, född 25 april 1813, död 9 april 1891, var en rysk författare, filantrop, salongsvärd och hovdam. 
Dotter till politikern och författaren D.N. Bludov. Hon blev hovdam 1863. Efter faderns död 1864 blev hon en känd filantrop; hon grundade en grundskola, en högskola öppen för kvinnor, ett bibliotek, ett sjukhus, ett apotek och ett hem för pilgrimer reser från Kiev till Lavra klostret. Hon höll salong i S:t Petersburg och utgav memoarer som anses vara viktiga historiska dokument. Hon publicerade skrifter från 1870-talet. 